# Daniel Zolghadri
Daniel Zolghadri (California, 20 febbraio 1999) è un attore statunitense tra i cui molti ruoli interpretati vi è stato anche quello di Luke Harris nella serie televisiva NCIS - Unità anticrimine.

## Biografia
Daniel Zolghadri è nato il 20 febbraio 1999, figlio di Mohsen Zolghadri e Rosie Sedghi. Daniel ha una sorella minore di nome Denie. Da parte paterna ha antenati iraniani e francesi.
Ha esordito come attore nel 2013 recitando in un episodio della serie televisiva C'era una volta nel Paese delle Meraviglie. Dopo aver recitato in diverse serie televisive, tra le quali Intelligence e Scorpion, nel 2015 approda nel cast di NCIS - Unità anticrimine nel ruolo del piccolo Luke Harris.
Successivamente ha recitato nei film Eighth Grade - Terza media, Ready Player One, diretto da Steven Spielberg, e Alex Strangelove. Più recentemente ha recitato nella serie fantascientifica Loop.

## Filmografia

### Cinema
- Hidden, regia di Farzad Ostovarzadeh - cortometraggio (2015)
- The Loner, regia di Daniel Grove (2016)
- Oscar, regia di Julius Telmer - cortometraggio (2017)
- Eighth Grade - Terza media (Eighth Grade), regia di Bo Burnham (2018)
- Ready Player One, regia di Steven Spielberg (2018)
- Alex Strangelove, regia di Craig Johnson (2018)
- Fahrenheit 451, regia di Craig Johnson (2018)
- Low Tide, regia di Kevin McMullin (2019)
- Funny Pages, regia di Owen Kline (2022)
- Y2K, regia di Kyle Mooney (2024)
- Lurker, regia di Alex Russell (2025)
- If I Had Legs I'd Kick You, regia di Mary Bronstein (2025)

### Televisione
- C'era una volta nel Paese delle Meraviglie (Once Upon a Time in Wonderland) – serie TV, 1 episodio (2013)
- Intelligence – serie TV, 1 episodio (2014)
- Scorpion – serie TV, 3 episodi (2014)
- Weird Loners, regia di Michael J. Weithorn – miniserie TV, 1 episodio (2015)
- NCIS - Unità anticrimine (NCIS ) – serie TV, 3 episodi (2015)
- Evil Men, regia di Gary Fleder – film TV (2015)
- Speechless – serie TV, 1 episodio (2016)
- No Activity – serie TV, 2 episodi (2017)
- Loop (Tales from the Loop) – serie TV, 7 episodi (2020)

## Riconoscimenti
- 2023 - Film Independent Spirit Awards
  - Nomination Best Breakthrough Performance per Funny Pages

## Doppiatori italiani
Nelle versioni in italiano delle opere in cui ha recitato, Daniel Zolghadri è stato doppiato da:
- Teo Achille Caprio in Scorpion
- Gabriele Caprio in NCIS - Unità anticrimine
- Alessio Puccio in Alex Strangelove
- Leonardo Caneva in Loop
- Gabriele Patriarca in Y2K: La rivolta digitale